# Eupithecia hangayi
Eupithecia hangayi là một loài bướm đêm trong họ Geometridae.